# Carte topographique (neuroanatomie)
Une carte topographique est la projection ordonnée d'une surface sensorielle, comme la rétine ou la peau, ou d'un système effecteur, comme la musculature, sur une ou plusieurs structures du système nerveux central. Les cartes topographiques peuvent être trouvées dans tous les systèmes sensoriels et dans de nombreux systèmes moteurs.

## Généralités

### Formation
Les cartes topographiques sont établies et raffinées par des processus successifs au cours du développement, notamment : les interactions entre les signaux de guidage moléculaires exprimés en gradients de concentration; le remodelage axonal et dendritique dépendant de l'activité spontanée; et la plasticité cérébrale induite par l'expérience.

### Avantages
Pour les neurones, il est métaboliquement coûteux d'établir de longues connexions, et le compromis de la distance de connexion est le temps. Ainsi, il est bon de regrouper les neurones qui doivent être hautement interconnectés. Les cartes topographiques multiples sont une fonctionnalité avantageuse car elles permettent des cartes de différentes tailles qui s'adapteraient à différents niveaux d'acuité et de détails dans les signaux. Une carte plus détaillée a plus de neurones qui occuperaient plus de surface qu'une carte plus globale, qui nécessiterait moins de connexions.

### Techniques
Diverses techniques ont été utilisées pour établir les cartes topographiques dans le cerveau. L'existence de cartes topographiques a été mise en évidence très tôt par la stimulation électrique du cortex, le traçage de schémas de crises d'épilepsie, de séquences de stimulation et d'altérations dues aux lésions. Les détails des cartes sont venus plus tard grâce à la stimulation des microélectrodes et les techniques d'enregistrement sont devenues couramment utilisées pour démontrer les cartes somatotopiques et plus tard dans les systèmes auditifs et visuels, à la fois dans les structures corticales et sous-corticales telles que les colliculi et les noyaux géniculés du thalamus. L'enregistrement unicellulaire, la stimulation magnétique transcrânienne (TMS), la stimulation électrique du cortex et l'imagerie par résonance magnétique fonctionnelle (IRMf) sont quelques-unes des techniques utilisées pour étudier les cartes du cerveau. De nombreuses cartes topographiques existantes ont été étudiées ou affinées à l'aide de l'IRMf. Par exemple, Hubel et Wiesel ont étudié à l'origine les cartes rétinotopiques dans le cortex visuel primaire à l'aide d'un enregistrement unicellulaire. Récemment, cependant, l'imagerie de la carte rétinotopique dans le cortex et dans les zones sous-corticales, telles que le noyau géniculé latéral, a été améliorée grâce à la technique IRMf.

## Système visuel

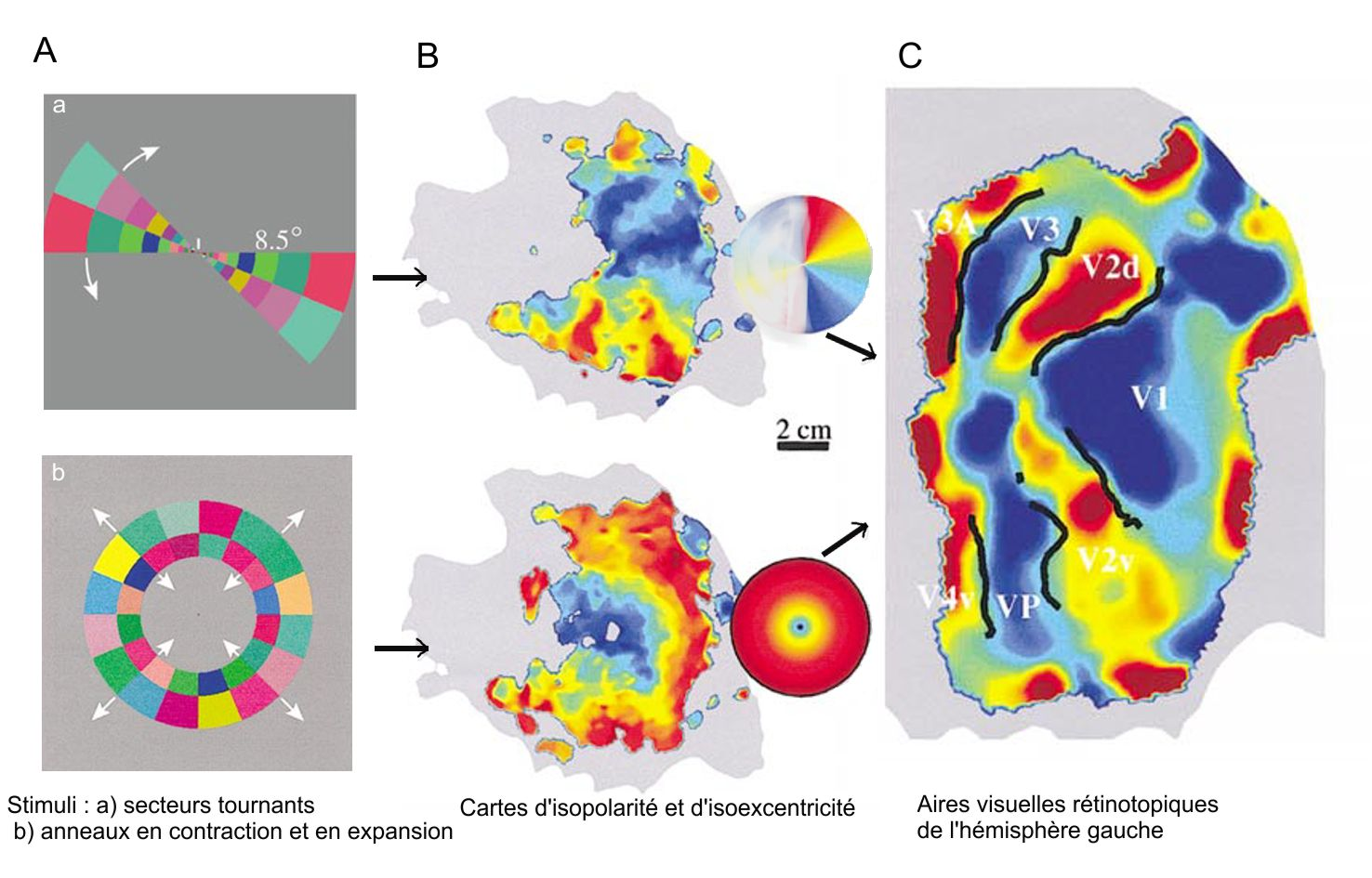
Exemple de carte rétinotopique

Le système visuel fait référence à la partie du système nerveux central qui permet à un organisme de voir. Il interprète les informations issues de la lumière visible pour construire une représentation du monde. Les cellules ganglionnaires de la rétine se projettent de manière ordonnée vers le noyau géniculé latéral du thalamus et de là vers le cortex visuel primaire (V1) ; les taches adjacentes sur la rétine sont représentées par des neurones adjacents dans le noyau géniculé latéral et le cortex visuel primaire. Le terme pour ce modèle de projection est la topographie.
Il existe de nombreux types de cartes topographiques dans les cortex visuels, y compris les cartes rétinotopiques, les cartes de dominance oculaire et les cartes d'orientation. Les cartes rétinotopiques sont les plus faciles à comprendre en termes de topographie.
Les cartes rétinotopiques sont celles dans lesquelles l'image sur la rétine est maintenue dans les cortex (V1 et le LGN). En d'autres termes, si une région spécifique du cortex était endommagée, cet individu aurait alors une tache aveugle dans le monde réel, il ne pourrait pas voir la partie du monde qui correspondait aux lésions rétiniennes.
Les cartes d'orientation sont également topographiques. Dans ces cartes, il y a des cellules qui ont une préférence pour une certaine orientation, la cadence de tir maximale de la cellule sera atteinte à cette préférence. Au fur et à mesure que l'orientation s'éloigne, la cadence de tir diminue. Une carte d'orientation est topographique car les tissus neuronaux voisins ont des préférences d'orientation similaires.
Le terme rétinotopique fait référence au maintien de l'ordre particulier des connexions afférentes de la rétine le long de la voie afférente via des structures sous-corticales vers V1 et d'autres zones visuelles corticales. Le cortex visuel primaire (V1, aire de Brodmann 17) est la première aire corticale à recevoir une entrée visuelle. La strie de Gennari - un ensemble d'axones fortement myélinisés et en saillie horizontale dans la zone de terminaison de l'entrée du noyau géniculé latéral (LGN) à V1 - fournit un marqueur anatomique particulier à V1.

### Développement
Selon l' hypothèse de la chimioaffinité, les marqueurs chimiques sont distribués de manière graduée à travers la rétine et le tectum. Cela permet à chaque cellule ganglionnaire rétinienne de reconnaître son propre site de terminaison. Des expériences avec des yeux composés créés artificiellement chez Xenopus démontrent que non seulement les cellules ganglionnaires mais aussi leurs axones portent ces spécificités. Les axones doivent être capables de communiquer entre eux pour s'assurer que ceux qui ont les mêmes balises positionnelles innervent la même zone du colliculus supérieur.

### Catégories de cartes rétinotopiques
Les représentations de premier ordre sont celles dans lesquelles les points adjacents du même hémichamp correspondent toujours aux colonnes adjacentes du cortex controlatéral. Un exemple de ceci serait la carte dans le cortex visuel primaire (V1).
Les représentations de second ordre, également connues sous le nom de carte de discontinuité de champ, sont des cartes organisées de telle sorte qu'il semble qu'une discontinuité ait été introduite dans le champ visuel ou dans la rétine. Les cartes de V2 et d'autres cortex extrastriés sont des représentations de second ordre.

## Système auditif
Le système auditif est le système sensoriel de l'ouïe dans lequel le cerveau interprète les informations à partir de la fréquence des ondes sonores, et donne ainsi la perception des tonalités. Les ondes sonores pénètrent dans l'oreille par le conduit auditif. Ces ondes arrivent au tympan où les propriétés des ondes sont transduites en vibrations. Les vibrations traversent les os de l'oreille interne jusqu'à la cochlée . Dans la cochlée, les vibrations sont transformées en informations électriques par le déclenchement des cellules ciliées dans l'organe de Corti. L'organe de Corti se projette de manière ordonnée vers les structures du tronc cérébral (à savoir, les noyaux cochléaires et le colliculus inférieur ), et de là vers le noyau géniculé médial du thalamus et le cortex auditif primaire. Les sites adjacents sur l'organe de Corti, qui sont eux-mêmes sélectifs pour la fréquence sonore, sont représentés par des neurones adjacents dans les structures du SNC susmentionnées. Ce modèle de projection a été appelé tonotopie.
La disposition tonotopique des informations sonores commence dans la cochlée où la membrane basilaire vibre à différentes positions sur sa longueur en fonction de la fréquence du son. Les sons à haute fréquence sont à la base de la cochlée, si elle était déroulée, et les sons à basse fréquence sont à l'apex. Cette disposition se retrouve également dans le cortex auditif du lobe temporal. Dans les zones organisées de manière tonotopique, la fréquence varie systématiquement de faible à élevée le long de la surface du cortex, mais est relativement constante sur toute la profondeur corticale. L'image générale de l'organisation topographique chez les animaux est constituée de multiples cartes tonotopiques réparties sur la surface du cortex.

## Système somatosensoriel
Le système somatosensoriel comprend une gamme variée de récepteurs et de centres de traitement pour produire la perception du toucher, de la température, de la proprioception et de la nociception. Les récepteurs sont situés dans tout le corps, y compris la peau, les épithéliums, les organes internes, les muscles squelettiques, les os et les articulations. Les récepteurs cutanés de la peau se projettent de manière ordonnée vers la moelle épinière, et de là, via différentes voies afférentes ( colonne dorsale-voie du lemnisque médial et voie spinothalamique ), vers le noyau postérieur ventral du thalamus et le cortex somatosensoriel primaire. Encore une fois, les zones adjacentes sur la peau sont représentées par des neurones adjacents dans toutes les structures susmentionnées. Ce modèle de projection a été appelé somatotopie.
Un schéma courant de la carte somatotopique est l'homoncule cortical. Cette illustration est une représentation assez précise de la quantité de zone corticale représentant chaque partie ou région du corps. Il cartographie également quelle partie du cortex représente chaque région du corps.

## Système moteur
Contrairement aux cartes topographiques des sens, les neurones du cortex moteur sont des neurones efférents qui sortent du cerveau au lieu d'apporter des informations au cerveau par des connexions afférentes. Le système moteur est responsable de l'initiation des mouvements volontaires ou planifiés (les réflexes sont médiés au niveau de la moelle épinière, de sorte que les mouvements associés à un réflexe ne sont pas initiés par le cortex moteur). L'activation du cortex moteur se propage à travers les cellules de Betz dans le tractus corticospinal via les motoneurones supérieurs, se terminant à la corne antérieure de la matière grise où les motoneurones inférieurs transmettent le signal aux motoneurones périphériques et, enfin, aux muscles volontaires.

### Déplacements ne nécessitant pas l'utilisation de cartes topographiques
Il existe plusieurs exemples de mouvements qui ne nécessitent pas la participation de cartes topographiques, ni même la participation du cerveau. Un exemple serait (comme déjà indiqué) dans certains réflexes. Les réflexes sont généralement médiatisés au niveau de la moelle épinière par des arcs réflexes . Chez l'homme, les arcs réflexes mono-, oligo- et poly-synaptiques, les systèmes interneurones propriospinaux et les neurones de la matière grise internonciaux participent collectivement en continu pour produire un réflexe de la moelle épinière qui active le muscle.
Les centres moteurs supérieurs des pieuvres ( invertébrés à gros cerveau) se distinguent par l'organisation (contrairement aux vertébrés ) de mouvements hautement qualifiés sans l'utilisation de cartes somatotopiques de leur corps.

## Système olfactif
Le système olfactif est le système sensoriel utilisé pour l'olfaction, ou l'odorat. Il détecte les substances volatiles en suspension dans l'air.
La plupart des systèmes sensoriels séparent spatialement les entrées afférentes des neurones sensoriels primaires pour construire une carte topographique qui définit l'emplacement d'un stimulus sensoriel dans l'environnement, ainsi que la qualité du stimulus lui-même. Contrairement à d'autres systèmes sensoriels, la topographie du système olfactif ne dépend pas des propriétés spatiales des stimuli. Libéré de l'obligation de cartographier la position d'un stimulus olfactif dans l'espace, le système olfactif utilise la ségrégation spatiale des entrées sensorielles pour coder la qualité d'une molécule odorante.
La carte topographique révélée dans le système olfactif diffère en qualité de la représentation ordonnée inhérente aux cartes sensorielles rétinotopiques, tonotopiques ou somatotopiques. Les neurones olfactifs se différencient par la nature du récepteur qu'ils possèdent. Cependant, les neurones sensoriels olfactifs auxquels sont connectés les neurones du bulbe olfactif sont également répartis sur la feuille réceptrice (l'épithélium olfactif) en fonction de leurs préférences chimiques. Les emplacements sur l'épithélium olfactif et le bulbe olfactif sont corrélés  ainsi, comme pour d'autres systèmes sensoriels, la carte topographique dans le cerveau est liée à la structure de l'organe périphérique. Ce principe s'appelle la rhinotopie.
Les neurones sensoriels olfactifs individuels n'expriment qu'un seul des mille gènes récepteurs, de sorte que les neurones sont fonctionnellement distincts. Les cellules exprimant un récepteur donné dans l'épithélium olfactif sont dispersées au hasard dans 1 des 4 grandes zones. Les neurones sensoriels étendent un seul axone non ramifié au bulbe olfactif de sorte que les projections des neurones exprimant un récepteur spécifique convergent sur 2 des 1800 glomérules. Le schéma de convergence est absolu et invariant chez tous les individus d'une espèce. Le bulbe fournit donc une carte spatiale qui identifie lesquels des nombreux récepteurs ont été activés au sein de l'épithélium sensoriel afin que la qualité d'un stimulus olfactif soit codée par une combinaison spécifique de glomérules activés par un odorant donné (code combinatoire).
Alors que le raffinement du code topographique bulbaire repose sur l'activité, le développement se produit en partie sans contribution apparente des processus dépendants de l'activité. Les souris dépourvues du canal ionique cyclique olfactif déclenché par les nucléotides ne présentent pas de réponses électrophysiologiques évoquées par les odeurs dans l'épithélium sensoriel, mais le schéma de convergence d'axones similaires dans le bulbe n'est pas modifié chez ces souris mutantes, arguant fermement que l'expérience olfactive n'est pas nécessaire pour l'établissement ou le perfectionnement de la carte topographique.
Ces résultats, cependant, n'excluent pas un rôle des processus dépendants de l'activité dans le maintien ou la plasticité potentielle de la carte après son établissement. Par exemple, il a été observé que les neurones qui n'expriment pas de récepteurs odorants fonctionnels ont une demi-vie significativement plus courte. Les processus dépendants de l'activité peuvent donc être essentiels à la survie des neurones olfactifs après la naissance et, de cette manière, peuvent modifier l'apport aux glomérules individuels, modifiant la sensibilité aux odeurs individuelles.

## Système gustatif
Le système gustatif est le système sensoriel du goût. Comme l'olfaction, le goût nécessite un processus de chimioréception. Les récepteurs du goût sont les papilles gustatives situées sur la langue. La langue contient des récepteurs du goût, ainsi que des mécanorécepteurs. Les afférences des récepteurs du goût et des mécanorécepteurs de la langue accèdent à différents systèmes ascendants dans le tronc cérébral. Cependant, on ne sait pas comment ces deux sources d'information sont traitées dans le cortex. Le cortex gustatif primaire (G) est situé près de la région somatotopique de la langue (S1), dans le cortex insulaire au plus profond de la fissure latérale avec les zones gustatives secondaires dans les opercules.
Le système gustatif périphérique maintient probablement une relation spécifique entre les cellules des bourgeons gustatifs répondant sélectivement à une qualité gustative et les cellules ganglionnaires signalant cette qualité particulière. Cela explique la spécificité de réponse de certains nerfs gustatifs individuels, en particulier parce que les récepteurs sucrés, acides aminés et amers sont exprimés dans des populations distinctes de cellules gustatives. Bien que les preuves anatomiques d'une telle relation exclusive manquent au niveau des récepteurs uniques et des cellules ganglionnaires, la relation entre les bourgeons uniques et leurs cellules ganglionnaires innervantes est traitable sur le plan neuroanatomique. Dans le goût, les tentatives d'identification d'une représentation spatiale des récepteurs du goût ou des qualités gustatives n'ont révélé qu'une topographie fonctionnelle indistincte dans le cerveau. Néanmoins, les cellules ganglionnaires du goût doivent distribuer des fibres périphériques à des types de cellules réceptrices particulières et diffuser les impulsions de manière centrale d'une manière structurellement organisée.